# Percepción social
La percepción social (o percepción de la persona) es el estudio de cómo los individuos forman impresiones y hacen inferencias sobre otras personas como personalidades soberanas. La percepción social se refiere a la identificación y el uso de señales sociales para emitir juicios sobre otras personas que incluyen los roles sociales que cumplen, sus reglas, relaciones, contexto y características (por ejemplo, la confiabilidad). Este dominio también incluye el conocimiento social, que se refiere al conocimiento de los roles, normas y esquemas sociales que rodean a las situaciones e interacciones sociales. De acuerdo con esta teoría, se aprende sobre los sentimientos y emociones de los demás recogiendo información a través de la apariencia física, la comunicación verbal y no verbal. Las expresiones faciales, el tono de voz, los gestos y el lenguaje corporal son algunas maneras en que las personas se pueden comunicar sin palabras. Por ejemplo, tener percepción social es entender que los demás no están de acuerdo con lo que uno dice cuando ponen los ojos en blanco. Hay cuatro componentes principales de la percepción social: observación, atribución, integración y confirmación. 
Estas observaciones sirven como datos en bruto para la percepción social. Son una interacción entre tres fuentes (personas, situaciones y comportamiento) que se utilizan como evidencia para respaldar la impresión o inferencia de una persona sobre otra. Otro factor importante para entender la  percepción social es la atribución. La atribución es expresar la personalidad de un individuo como la fuente o la causa de su comportamiento durante un evento o situación. Para comprender completamente el impacto de las atribuciones personales o situacionales, un perceptor social debe integrar toda la información disponible en una impresión unificada. Para confirmar estas impresiones, las personas intentan comprender, encontrar y crear información en forma de diversos sesgos. Lo más importante es que la percepción social está determinada por las motivaciones, emociones y capacidad de carga cognitiva que tienen los individuos. La carga cognitiva se refiere a la cantidad total de esfuerzo mental utilizado en la memoria de trabajo. Combinado, esto determina cómo las personas atribuyen ciertos rasgos y cómo se interpretan esos rasgos. 
La investigación de la percepción social se remonta a finales del siglo XIX, cuando empezó a estudiarse la psicología social. A medida que se investiga la percepción social en mayor profundidad, la comprensión de su importancia para comprender y predecir nuestro mundo social continúa creciendo. Este artículo general pretende informar a los lectores sobre los procesos de percepción social junto con breves descripciones de teorías relevantes y relacionadas. 

## Observación
El proceso de percepción social comienza con la observación de personas, situaciones y comportamientos para reunir evidencia que respalde una impresión inicial. 

### Personas - Influencia física
Aunque socialmente tratamos de educar para que no se juzgue a los demás en función de sus rasgos físicos, como perceptores sociales no podemos evitar ser influenciados por el cabello, el color de la piel, la altura, el peso, la ropa o el tono de voz cuando conocemos a alguien. Las personas tienden a juzgar a los demás al asociar ciertos rasgos faciales con tipos de personalidad específicos. Por ejemplo, los estudios indican que las personas son percibidas como más fuertes, más asertivas y competentes si tienen ojos pequeños, cejas bajas, barbilla angular, piel arrugada y frente pequeña. Las personas tienden a asociar a las personas con cara de bebé con impotencia y considerarlas inofensivas.

### Situaciones: Contexto y experiencias anteriores
Las secuencias o el resultado de un evento se pueden predecir fácilmente en función del alcance y la profundidad de experiencias pasadas similares. La capacidad de anticipar los resultados de una situación también está muy influenciada por los antecedentes culturales de un individuo porque esto inevitablemente da forma a los tipos de experiencias. Las observaciones situacionales llevan a los humanos a tener nociones predeterminadas sobre ciertos eventos o a explicar las causas de los comportamientos humanos.

### Comportamientos - comunicación no verbal
La comunicación no verbal permite expresar actitudes y personalidades. La forma más dominante de comunicación no verbal son las expresiones faciales que canalizan diferentes emociones. Muy influenciado por la investigación de Charles Darwin sobre las expresiones faciales y el libro La expresión de las emociones en el hombre y los animales (1872), se cree que todos los humanos, independientemente de su cultura o raza, codifican y decodifican las seis emociones "primarias" (felicidad, tristeza, ira, miedo, sorpresa y asco) universalmente de la misma manera. Codificar significa comunicar el comportamiento no verbal, mientras que decodificar significa interpretar el significado o la intención del comportamiento no verbal. La decodificación a veces es inexacta debido a la combinación de efectos (una expresión facial con dos emociones registradas de manera diferente) y/o reglas de visualización (reglas dictadas culturalmente sobre qué comportamientos no verbales son aceptables para mostrar). Otras señales no verbales tales como: lenguaje corporal, contacto visual y entonaciones vocales pueden afectar la percepción social al permitir el corte fino. Thin-slicing describe la capacidad de hacer juicios rápidos a partir de la búsqueda de consistencias en eventos basados solo en marcos de experiencia estrechos.

## Atribuciones
A partir de las observaciones que se extraen de personas, situaciones y comportamientos se hacen inferencias que identifiquen las disposiciones internas de las personas o individuos 

### Teorías de atribución
La percepción social es uno de los componentes principales de la atribución. La atribución es el uso de información recopilada a través de la observación para ayudar a las personas a comprender y racionalizar las causas de los comportamientos propios y ajenos. La investigación psicológica sobre la atribución comenzó con el trabajo de Fritz Heider en 1958, y posteriormente fue desarrollada por otros como Harold Kelley y Bernard Weiner. Las personas hacen atribuciones para comprender el mundo que las rodea a fin de buscar razones para el comportamiento particular de un individuo. Al hacer atribuciones, se emiten juicios sobre la causa o causas de un determinado comportamiento. Por ende, la teoría de la atribución es el estudio de qué sistemas y modelos implementan las personas para hacer atribuciones sobre el comportamiento de los demás. Busca explicar cómo usamos la información sobre el entorno social para comprender el comportamiento de los demás. 
Un sesgo común que se puede ver en el proceso de atribución se llama error de atribución fundamental. El error fundamental de atribución es la tendencia de las personas a atribuir acciones o comportamientos de los demás a rasgos internos en lugar de a circunstancias externas. Un ejemplo de esto, señalado por la investigación de Furnham y Gunter, las causas a las que se atribuye la pobreza puede verse afectada por el estado financiero de una persona: alguien que no experimentó la pobreza puede verla como algo más o menos merecido comparado a alguien que se haya empobrecido en algún momento. De esta manera, el error de atribución fundamental se puede convertir en una barrera para empatizar con los demás, ya que evita que se consideren todas las circunstancias involucradas en las acciones de los demás. 

#### Proceso de atribuciones en dos pasos
A diferencia de las teorías de atribución convencionales, el proceso de atribución de dos pasos sugiere que las personas analizan los comportamientos de los demás primero haciendo una atribución interna automáticamente y solo luego considerando posibles atribuciones externas que pueden afectar la inferencia inicial. La contribución más valiosa de Heider al tema de la atribución es la dicotomía : al intentar decidir por qué los individuos se comportan de cierta manera, podemos hacer una atribución interna o externa. La atribución interna, (también llamada atribución disposicional o atribución personal), es la suposición de que un individuo está actuando de cierta manera debido a algo sobre ese individuo, como la personalidad, el carácter o la actitud. La atribución externa, también llamada atribución situacional, es la inferencia de que un individuo está actuando de cierta manera debido a la situación en la que se encuentra; se supone que la mayoría de las personas responderían de la misma manera en esa situación similar. Esencialmente, las personas primero suponen que el comportamiento de una persona se debe a su personalidad, y luego intentan modificar esta atribución teniendo en cuenta también la situación de la persona.

#### Teoría de inferencia corresponsal de Jones
La teoría de inferencia correspondiente de Edward E. Jones y Keith Davis establece que las personas aprenden acerca de otros individuos a partir del comportamiento elegido libremente, que no se anticipa y que da como resultado un pequeño número de resultados favorables. Hay tres factores que las personas usan como base para sus inferencias: 
1. La capacidad de elección de un individuo
2. La expectativa del comportamiento.
3. Las intenciones o motivos detrás de las consecuencias del comportamiento.

#### Teoría de la covarianza de Kelley
Según Harold Kelley, psicólogo social estadounidense, los individuos hacen atribuciones a partir del principio de covarianza. De acuerdo con estos principios, las personas atribuyen el comportamiento a los factores presentes cuando ocurre un comportamiento determinado y a los factores que están ausentes cuando no ocurre. La covarianza tiene tres tipos de información particularmente útiles: consenso, distinción y consistencia. 
Si una gran mayoría de las personas reaccionan de manera similar a un estímulo específico, entonces el comportamiento de los individuos se puede atribuir al estímulo y existe consenso. El comportamiento del individuo debido a este estímulo específico debe compararse con el comportamiento del individuo en reacción a otros estímulos dentro de la misma categoría más amplia. Esto permite juzgar si el nivel de información distintiva permite atribuirlo al estímulo. Por último, la información de consistencia se usa para ver qué sucede con el comportamiento en otro momento cuando el individuo y el estímulo permanecen sin cambios.

## Integración
A menos que se haga un juicio rápido al observar personas, situaciones o comportamientos, los individuos deben integrar las disposiciones para formar impresiones. 

### Teoría de la integración de la información
El psicólogo social estadounidense Norman H. Anderson desarrolló la teoría de integración de la información en 1981. Esta teoría establece que las impresiones se forman a partir de las disposiciones personales del perceptor y un promedio ponderado de las características del individuo objetivo. Las diferencias se deben a que los individuos se utilizan a sí mismos como estándar o marco de referencia cuando juzgan o evalúan a otros. Las personas también tienden a considerar que sus propias habilidades y rasgos son favorables en otros. Las impresiones que se forman sobre otros también pueden verse influenciadas por el estado de ánimo actual y temporal del perceptor. Un concepto llamado, cebado también afecta las impresiones de un perceptor de los demás. El cebado es la tendencia a que los conceptos o palabras recientemente percibidos o implementados vengan a la mente con mayor facilidad, influyendo en la comprensión de la nueva información. La información sobre diferentes rasgos también impacta las impresiones de una personas sobre los demás. El psicólogo Solomon Asch fue el primero en descubrir que la existencia de algunos rasgos tiende a indicar la existencia de otros rasgos relacionados. Asch afirmó que existen rasgos centrales que ejercen un fuerte efecto en las impresiones generales del perceptor. Por último, la secuencia en la que se realiza un rasgo también puede influir en el impacto del rasgo. La investigación muestra que la información presentada al comienzo de una secuencia tiende a tener un mayor efecto sobre las impresiones que la información presentada más adelante, un concepto llamado efecto de primacía.

### Teoría de la personalidad implícita
La teoría implícita de la personalidad es modelo utilizado para agrupar varios tipos de cualidades de personalidad. En otras palabras, las teorías implícitas de la personalidad describen la forma en que un observador usa los rasgos que otra persona muestra para formar impresiones sobre esa otra persona. Las señales a las que se presta atención incluyen: señales visuales, auditivas y verbales para predecir y comprender las personalidades de los demás, a fin de llenar el vacío de información desconocida sobre una persona, que ayuda con las interacciones sociales. 
Ciertos rasgos son especialmente influyentes en la formación de una impresión general de un individuo; Estos se llaman rasgos centrales. Los rasgos que influyen menos en la percepción se denominan rasgos periféricos. La centralidad o periferia de un rasgo no es algo fijo, sino que varia según el contexto. Por ejemplo, decir que una persona es cálida o fría puede ser una característica central de la impresión que alguien se forma sobre un individuo cuando se combina con rasgos como "trabajador" y "determinado", pero su impacto es más periférico cuando se combina con rasgos como "superficial" o "vanidoso".
Kim y Rosenberg demuestran que, cuando se les pide a los individuos que describan los rasgos de personalidad de los demás, estos califican a los demás en la dimensión evaluativa de "bueno-malo". Las teorías implícitas de la personalidad incluyen otras dimensiones, por ejemplo una dimensión "fuerte-débil", una dimensión "activa-pasiva", una dimensión "atractivo-poco atractivo", etc. Sin embargo, la dimensión "bueno-malo" es la única que apareció universalmente en las descripciones, mientras que las otras dimensiones aparecieron en muchas, pero no en todas, las evaluaciones de las personas. Por lo tanto, las dimensiones incluidas en las teorías de personalidad implícitas en las que se clasifican los demás varían de persona a persona, pero la dimensión "bueno-malo" parece ser parte de las teorías de personalidad implícitas de todas las personas. 

## Confirmación
Los individuos forman impresiones a través del proceso de generar y entregar atribuciones. Estas están sujetas a sesgos de confirmación y la amenaza de una profecía autocumplida. 

### Competencia como perceptores sociales
Es cierto que algunos prejuicios influyen sobre la percepción. A pesar de estos juicios erróneos, hay cuatro razones que demuestran claramente la competencia de las personas como perceptores sociales: 
1. Los comportamientos e interacciones sociales se perciben con mayor precisión cuando existe una historia de experiencias con la otra persona.
2. Se pueden hacer predicciones más circunscritas de cómo actuarán otras personas cuando se está en su presencia.
3. Se pueden mejorar las habilidades para la percepción social mediante el aprendizaje de las reglas de probabilidad y lógica.
4. Las personas pueden hacer inferencias más precisas sobre los demás si se preocupan por tener una mentalidad abierta y ser precisas.[4]

### Factores que influyen en la percepción social

#### Exactitud
La precisión de las percepciones está relacionada con la conexión entre los juicios que las personas hacen y la realidad de los atributos juzgados con respecto a las personas juzgadas. La precisión puede ser interpretada de acuerdo con tres enfoques diferentes: el pragmático, el constructivista y el realistas. La investigación empírica sugiere que la percepción social generalmente es precisa, pero el grado de precisión se basa en cuatro variables moderadoras principales. Estos moderadores los atributos del juez, objetivo, rasgo que se juzga e información en la que se basa el juicio. El Modelo de precisión realista (RAM) explica que estos moderadores resultan del proceso para un juicio preciso. El proceso de juicio preciso de la personalidad comienza con el objetivo que revela información relevante, que luego debe estar disponible para un juez, quien luego lo identifica y lo utiliza para formar un juicio final.

##### Dificultades en la investigación de precisión
Si bien las percepciones sociales precisas son importantes, también han sido bastante descuidadas. Es difícil proporcionar una lista establecida de criterios verificables, ya que la precisión puede ser de naturaleza subjetiva. En el pasado, se suponía que los juicios de las personas también podían ser considerado erróneos ya que estas a menudo cometían errores. Como tal, muchos investigadores optaron por seguir otras facetas de investigación en su lugar. No fue hasta que estos supuestos se demostraron incorrectos a través de la investigación y los métodos de investigación se volvieron más sofisticados que se hizo un esfuerzo genuino para analizar percepciones sociales precisas.

##### Pruebas
La percepción social puede ser evaluada clínicamente utilizando la prueba audiovisual TASIT. La prueba está basada en varios componentes de la percepción social que son cruciales para la competencia social utilizando señales complejas, dinámicas, visuales y auditivas para evaluarlos. La prueba evalúa la capacidad de identificar emociones, una habilidad que se ve afectada en muchas condiciones clínicas. También evalúa la capacidad para juzgar lo que un hablante puede estar pensando o cuáles son sus intenciones, también conocida como la teoría de la mente. Por último, la prueba se desarrolló para evaluar la capacidad de diferenciar entre comentarios de conversación literales y no literales. La prueba se divide en tres partes para medir; emoción, inferencia social: mínima e inferencia social enriquecida. La prueba se compone de escenas o viñetas, y a los evaluados se les pide que identifiquen las emociones, sentimientos, creencias, intenciones y significados de las interacciones. También se evalúan en interacciones más complejas para evaluar la capacidad de interpretar el sarcasmo. Los resultados de esta prueba evalúan el nivel de percepción social de un individuo. 
TASIT tiene propiedades psicométricas adecuadas como prueba clínica de percepción social y es confiable en administraciones repetidas. Su rendimiento se ve afectado por la velocidad de procesamiento de la información, la memoria de trabajo, el nuevo aprendizaje y el funcionamiento ejecutivo, pero el material social único que comprende los estímulos para TASIT proporciona información útil sobre las dificultades particulares que experimentan las personas con condiciones clínicas al interpretar fenómenos sociales complejos.

#### Inexactitud / distorsiones /falacias

##### Sesgos
Existen numerosos tipos de sesgos de confirmación que pueden influir en como una persona observa al mundo. Estos es una tendencia para interpretar, encontrar y formular información de manera que demuestren las opiniones existentes. Los prejuicios e ideas preconcebidas, los estereotipos y la discriminación, conocidos como sesgos sociales, pueden contribuir a estas tendencias. Los individuos también están sujetos a exhibir perseverancia en las creencias, una tendencia a tener convicciones falsas incluso después de haber sido refutadas.

###### Yo / Ego
- Disponibilidad heurística: La tendencia a otorgar mayor importancia y confianza a los recuerdos más inmediatos al evaluar temas, métodos, conceptos o decisiones. Es un atajo mental que opera bajo la noción de que si se puede recordar algo, entonces al menos debe ser tan importante como las alternativas que se recuerdan con menos facilidad.[15]
- Efecto Dunning-Kruger: Efecto por el cual los examinados no entienden su bajo rendimiento porque sufren una doble falta: La falta de conocimiento que les impide producir respuestas correctas y la falta de conocimiento que les impide reconocer las falencias de sus respuestas en comparación con las de otros.[16]
- Sesgo de exceso de confianza: Cuando la confianza de una persona en su habilidad es mayor que su habilidad real.
- Sesgo egocéntrico: La tendencia a confiar demasiado en los propios juicios y habilidades.[17]
- Hipótesis de atribución defensiva: Tendencia de las personas a atribuir más culpa al autor de un accidente a medida que las consecuencias se vuelven más graves.[18] Sin embargo, si las personas perciben que son más similares al perpetrador de manera característica o circunstancial, califican al perpetrador como menos culpable del accidente a medida que aumenta la gravedad de las consecuencias. Si las personas se perciben a sí mismas como menos similares, califican al autor como más culpable (aumentación).
- Efecto Forer (efecto Barnum): Colocando una alta creencia en una descripción general y vaga, pensando que estaba destinada específicamente para un individuo. Por ejemplo, las personas interpretan que los horóscopos se aplican a su situación específica, cuando en realidad el horóscopo fue escrito para aplicarse a una amplia gama de experiencias de las personas.[19]
- Pensamiento contrafactual: La tendencia a pensar en eventos o resultados alternativos que podrían haber sucedido, pero que no ocurrieron.[1]
- Perseverancia en las creencias : La tendencia a continuar manteniendo ciertas creencias a pesar de que existe información contradictoria.[20]
- Profecía autocumplida: Significa que las expectativas de un individuo sobre otros individuos o sobre sí mismos eventualmente provocan acciones que confirman esas expectativas.[21]
- Sesgo de correspondencia: La tendencia a hacer inferencias sobre las características de una persona a partir de comportamientos que podrían explicarse por las circunstancias.

###### Grupo
- Sesgo de statu quo: Tendencia a favorecer circunstancias familiares. Cualquier cambio en estas se percibe como una pérdida.[22]
- Sesgo de grupo: Tendencia a favorecer a los miembros del grupo propio y a sus acciones sobre las de los de afuera.[23]
- Estereotipos: Se le atribuyen rasgos a las personas en función de ciertos rasgos de su grupo de pertenencia.[24]
- Codificación de conjunto: También conocida como percepción de conjunto o representación sumaria, es la capacidad de ver el promedio o la varianza de un grupo de objetos. Hay una gran cantidad de información disponible para el sistema visual.

###### Interacción
- Efecto aureola: La tendencia a que la impresión general de un individuo sobre lo que observa afecte sus sentimientos y pensamientos sobre otros atributos o rasgos del individuo.[25]
- Efecto de falso consenso: La tendencia de las personas a sobreestimar la magnitud en la que otros comparten sus comportamientos, opiniones y atributos.[4]
- Falacia de tasa base: La tendencia a preferir información específica sobre información genérica.[1]
- Proyección psicológica: Un mecanismo de defensa que las personas usan inconscientemente para lidiar con sentimientos o emociones desafiantes atribuyéndolos a otros. Esto incorpora el cambio de culpa.[26]
- Sesgo actor-observador: Tendencia de quienes actúan en una situación para culpar de sus acciones a la situación, mientras que quienes observan tienen la tendencia de culpar a los actores.[27]